# Antonio da Rho
Antonio da Rho (Rho, 1398 circa – dopo il 1450) è stato un umanista e religioso italiano.

## Biografia

### Le origini e l'Apologia
Di modesta famiglia, Antonio da Rho a diciotto anni si fece francescano dell'Ordine dei frati minori. Formatosi verso il 1413 presso Giacomo della Torre, nel 1425 le fonti riportano di un suo soggiorno a Brescia. Il frate rhodense, dotato di una cultura ancora medievale sotto il profilo strettamente religioso, si appassionò (grazie anche al rapporto, testimoniato fin dal 1413, di amicizia con l'ex segretario ducale Antonio Loschi) alla nascente cultura umanistica, studiandone le fondamenta da autodidatta. Quest'aspetto della sua cultura ci è pervenuto nella lucida ed energica difesa (l'Apologia del 1430) che lo stesso frate scrisse al vicario generale dei francescani Antonio da Massa, ribadendo la sua passione per i classici da un lato, e delle arti liberali dall'altro:
(Fubini)

### Alla corte di Filippo Maria Visconti (1431-1447)

#### Umanista cortigiano e la polemica con il Panormita
Dopo la morte del pedagogo umanista Gasparino Barzizza, Antonio da Rho succedette come docente di eloquenza a Milano (1431) alle dipendenze del duca Filippo Maria Visconti. Entrato ormai nella cerchia degli umanisti lombardi, la produzione del frate minore si orientò verso i due filoni che caratterizzarono la produzione letteraria tardo-viscontea: quella classicheggiante, e quella volgare. Il suo ruolo alla corte di Filippo Maria fu importante, mantenendosi al fianco del paranoico duca fino alla morte di costui nel 1447. Infatti, non soltanto svolse mansioni culturali e politiche per conto del suo signore, ma cercò di strapparlo anche all'influenza che Antonio Beccadelli (detto il Panormita) aveva alla corte viscontea, attaccando i contenuti scandalosi dell'Hermaphroditus. Amico intimo di Pier Candido Decembrio ed estimatore di Lorenzo Valla(quest'ultimo lo pose tra i vari personaggi del suo dialogo De vero bono), Antonio da Rho compose orazioni cortigiane in memoria del condottiero Niccolò Piccinino (1444).

#### La morte
Con la morte del duca e le torbide vicende che seguirono (la nascita della debole Repubblica Ambrosiana e la conquista del potere da parte di Francesco Sforza nel 1450), si perdono le tracce di Antonio da Rho, del quale si può dire che morì prima del 1453 (come si ricava da una testimonianza di Flavio Biondo).

### Opere principali
Antonio da Rho fu autore, negli anni al servizio di Filippo Maria, di un'enciclopedia grammaticale, il De imitatione eloquentiae (o Imitationes rethoricae), composta tra il 1430 e il 1433/1443. Vasta enciclopedia dal carattere nozionistico ed erudito, i cui lemmi sono organizzati in ordine alfabetico, fu criticata dal Lorenzo Valla per il retaggio dell'educazione medievale e quindi per la sua imprecisione nella correttezza etimologica del linguaggio usato. L'altra sua fatica intellettuale furono i Dialogi Tres in Lactantium (1443), scritti in collaborazione con Pier Candido Decembrio e dedicati poi al pontefice Eugenio IV, "mirava ad indebolire ulteriormente le asserzioni di Lattanzio col porne in luce, dietro uno spunto di s. Gerolamo, le discrepanze dall'ortodossia cattolica, e secondariamente la debolezza speculativa".